# Скоки (станция)
«Скоки»  —  станция Высоко-Литовского направления Белорусской железной дороги в городе Брест. 
Расположена станция вблизи северного полукольца. С юго-запада от останции располагается район индивидуальной застройки Козловичи, с юго-востока от неё расположен микрорайон Катин Бор и с севера-востока от  станции находится агрогородок Клейники. 
Станция находится между станциями Мотыкалы и Брест Северный.
На станции 3 пути. У первого и второго, если считать от павильона, расположена пассажирская островная низка платформа. Главный путь — третий, по нему осуществляется безостановочный пропуск поездов.
На станции останавливаются электропоезда Брест Центр — Высоко-Литовск.